# Екатериновка (Ливенский район)
Екатери́новка — село в Ливенском районе Орловской области России. Входит в состав Никольского сельского поселения.

## География
Село находится на берегу реки Кшень, на расстоянии 23 км к югу от города Ливны, административного центра района, и 138 км к юго-востоку от города Орёл, административного центра области.

### Часовой пояс
Село Екатериновка, как и вся Орловская область, находится в часовой зоне МСК (московское время). Смещение применяемого времени относительно UTC составляет +3:00.

## Население
| 2002 | 2010 |
| ---- | ---- |
| 352  | ↘318 |

### Национальный состав
Согласно результатам переписи 2002 года, в национальной структуре населения русские составляли 90 % из 352 чел.